# (18119) Braude
(18119) Braude (2000 NZ24) – planetoida z grupy pasa głównego asteroid okrążająca Słońce w ciągu 3,43 lat w średniej odległości 2,27 j.a. Odkryta 4 lipca 2000 roku.